# Ethan Suplee
Ethan Suplee, född 25 maj 1976 på Manhattan, New York, är en amerikansk skådespelare.

## Biografi
Suplee är uppvuxen i Los Angeles och fick sin första roll som sextonåring i den då populära TV-serien Här är ditt liv, Cory. Han har medverkat i filmer som Remember the Titans, American History X, Blow, Road Trip, Åter till Cold Mountain, The Fountain, Mr. Woodcock, The Butterfly Effect och även i TV-serien My Name Is Earl där han spelar Randy Hickey, bror till huvudrollsinnehavaren Earl.

## Filmografi
| År        | Titel                                       | Roll                 | Notering                               |
| --------- | ------------------------------------------- | -------------------- | -------------------------------------- |
| 1994      | Röster från andra sidan graven              | Jaimie               | 1 episod                               |
| 1994–1998 | Här är ditt liv, Cory                       | Frankie Stechino     | TV-serie, 19 episoder                  |
| 1995      | Sister, Sister                              | Lionel               | TV-serie, 1 episod                     |
| 1995      | Mallrats                                    | Willam Black         |                                        |
| 1997      | Chasing Amy                                 | Serietidningsälskare |                                        |
| 1998      | American History X                          | Seth Ryan            |                                        |
| 1998      | Desert Blue                                 | Cale                 |                                        |
| 1999      | Tyrone                                      | Joshua Schatzberg    |                                        |
| 1999      | Dogma                                       | Noman the Golgothan  | Röst                                   |
| 2000      | Takedown                                    | Dan Brodley          |                                        |
| 2000      | Road Trip                                   | Ed                   |                                        |
| 2000      | Vulgar                                      | Frankie Fanelli      |                                        |
| 2000      | Remember the Titans                         | Louie Lastik         |                                        |
| 2001      | Don's Plum                                  | Big Bum              |                                        |
| 2001      | Blow                                        | Tuna                 |                                        |
| 2001      | Evolution                                   | Deke                 |                                        |
| 2002      | John Q                                      | Max Conlin           |                                        |
| 2002      | The First $20 Million Is Always the Hardest | Tiny                 |                                        |
| 2003      | Åter till Cold Mountain                     | Pangle               |                                        |
| 2004      | The Butterfly Effect                        | Thumper              |                                        |
| 2004      | Without a Paddle                            | Elwood               |                                        |
| 2005      | Neo Ned                                     | Johnny-Orderly       |                                        |
| 2005-2009 | My Name Is Earl                             | Randy Hickey         | TV-serie, 96 episoder                  |
| 2005-2010 | Entourage                                   | Sig själv            | TV-serie, 2 episoder                   |
| 2006      | Art School Confidential                     | Vince                |                                        |
| 2006      | The Fountain                                | Manny                |                                        |
| 2006      | The Year Without a Santa Claus              | Jingle               |                                        |
| 2006      | Clerks II                                   | Tonåring #2          |                                        |
| 2007      | Mr. Woodcock                                | Nedderman            |                                        |
| 2007      | Struck                                      | Amor                 | Kortfilm                               |
| 2009      | Fanboys                                     | Harry Knowles        |                                        |
| 2009      | Brothers                                    | Sweeney              |                                        |
| 2010      | 3000 Miles Away                             | Förhörare            |                                        |
| 2010      | The Good Guys                               | Vuxna Andy           |                                        |
| 2010      | Unstoppable                                 | Dewey                |                                        |
| 2011      | No Ordinary Family                          | Tom                  |                                        |
| 2011      | Raising Hope                                | Andrew               | TV-serie, 4 episoder                   |
| 2011      | Wilfred                                     | Spencer              | TV-serie, återkommande roll            |
| 2012      | Men at Work                                 | Dan                  | TV-serie, episod: "Milo Full of Grace" |
| 2012      | Rise of the Zombies                         | Marshall             |                                        |
| 2013      | Breakout                                    | Kenny                |                                        |
| 2013      | The Wolf of Wall Street                     | Toby Welch           |                                        |
| 2014      | Walk of Shame                               |                      | Post-produktion                        |
| 2016      | Deepwater Horizon                           | Jason Anderson       |                                        |
| 2020      | The Hunt                                    |                      |                                        |